# بلا گوتمن
بلا گوتمن (مجاری: Guttmann Béla؛ ۲۷ ژانویهٔ ۱۸۹۹ – ۲۸ اوت ۱۹۸۱) یک بازیکن فوتبال اهل مجارستان بود.
از باشگاه‌هایی که در آن بازی کرده‌است می‌توان به ام‌تی‌کی بوداپست اشاره کرد.
وی همچنین در تیم ملی فوتبال مجارستان بازی کرده‌است.